# Команија
Команиа (словен. Komanija) је насељено место у општини Доброва-Полхов Градец, Средњесловенска регија, Словенија.

## Историја
До територијалне реорганизације у Словенији била је у саставу града Љубљане, односно старе општине Вич–Рудник.

## Становништво
У попису становништва из 2011. године, Команија је имала 82 становника.
| Број становника према пописима | Број становника према пописима | Број становника према пописима |
| ------------------------------ | ------------------------------ | ------------------------------ |
| 1991                           | 2002                           | 2011                           |
| 72                             | 80                             | 82                             |

Напомена: Године 2012. извршена је мања размена територије између насеља Дражевник и Команија, а 2016. између насеља Команија и Разори.